# Hu Rong
Hu Rong – chińska judoczka.
Startowała w Pucharze Świata w 1991. Brązowa medalistka mistrzostw Azji w 1993 roku.